# Comuna de Mikstat
Mikstat (polaco: Gmina Mikstat) é uma gminy (comuna) na Polónia, na voivodia de Grande Polónia e no condado de Ostrzeszowski. A sede do condado é a cidade de Mikstat.
De acordo com os censos de 2008, a comuna tem 6234 habitantes, com uma densidade 71,5 hab/km².

## Área
Estende-se por uma área de 87,17 km², incluindo:
- área agrícola: 68%
- área florestal: 26%

## Demografia
Dados de 30 de Junho 2004:
|                      | Total   | Total | Mulheres | Mulheres | Homens  | Homens |
| -------------------- | ------- | ----- | -------- | -------- | ------- | ------ |
|                      | pessoas | %     | pessoas  | %        | pessoas | %      |
| População            | 6246    | 100   | 3105     | 49,7     | 3141    | 50,3   |
| Densidade (pop./km²) | 71,7    | 100   | 35,6     | 35,6     | 36      | 36     |

De acordo com dados de 2002, o rendimento médio per capita ascendia a 1207,95 zł.

## Comunas vizinhas
- Grabów nad Prosną, Ostrzeszów, Przygodzice, Sieroszewice